# Chiesa di Sant'Aponal
La chiesa di Sant'Aponal (che in veneziano significa Sant'Apollinare) era un luogo di culto cattolico, oggi sconsacrato, situato nel sestiere di San Polo della città di Venezia.

## Storia
La chiesa fu fondata nel 1034 forse dalle nobili famiglie Sciavola e Rampana provenienti da Ravenna che la intitolarono al protettore della loro città di origine. Nel 1400 fu elevata a chiesa collegiata fu deciso di dotarla del campanile nel 1407 (portato a termine nel 1430). Fu ricostruita in forme tardo gotiche nel 1450; altri restauri avvennero nel 1570, nel 1600 l'interno fu adattato ad unica aula e altri restauri risultano effettuati nel 1791. 

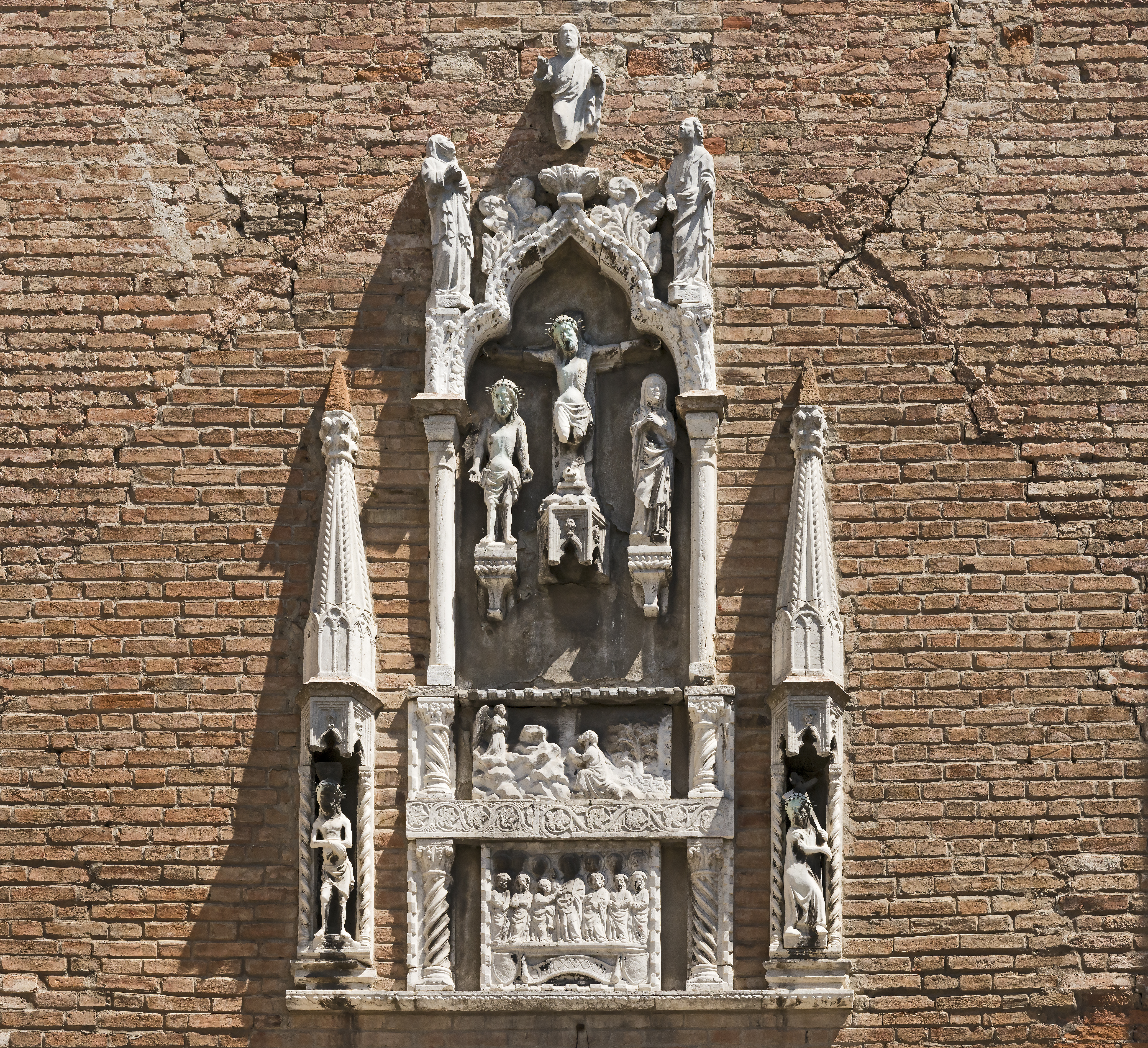
Gotico bassorilievo sulla facciata

Nel 1806, con la concentrazione delle parrocchie decisa dal governo del Regno Italico, venne chiusa e passata nelle disponibilità del demanio; dal  1810 iniziò la dispersione dei suoi arredi.
Venduta all'asta nel 1840 fu subito ceduta ad un gruppo di devoti che la riaprirono nel 1851. Oltre ai pochi altari superstiti vi venne posto sull'altare maggiore proveniente dalla chiesa di Santa Giustina di Castello. Nella stessa occasione fu montato il portale proveniente dalla chiesa di Sant'Elena. 
Nel 1929 il portale venne restituito alla riaperta chiesa di Sant'Elena e venne sostituito da un bassorilievo gotico sopra il portale, opera di provenienza ignota prima murata sull'abside della stessa chiesa. Chiusa al culto tra il 1965 e il 1979 e sconsacrata, fu adibita ad archivio comunale ed oggi a deposito principalmente di opere d'arte. 
Secondo la tradizione nella chiesa erano custoditi il corpo del profeta Giona e una spina della corona di Gesù.

## Descrizione
La facciata conserva le fattezze gotiche originarie, come il campanile. L'interno invece è frutto del rifacimento seicentesco. Un piccolo ingresso laterale la rendeva accessibile da ruga Rialto. Le funzioni parrocchiali vennero interrotte alla metà del XX secolo.